# Lijst van bijen in Nederland
De volgende lijst is een overzicht van in Nederland voorkomende bijen. Zie bijvoorbeeld ook: 
Nederlands Soortenregister versie 2.0. Gearchiveerd op 25 februari 2011. Geraadpleegd op 8 december 2012. 
De lijst is niet volledig.
- Ammobates punctatus (Zandloperbij)
- Andrena agilissima (Blauwe zandbij)
- Andrena albicans
- Andrena alfkenella (Matte dwergzandbij)
- Andrena angustior (Geriemde zandbij)
- Andrena apicata (Donkere wilgenzandbij)
- Andrena argentata (Zilveren zandbij)
- Andrena barbilabris (Witbaardzandbij)
- Andrena bicolor (Tweekleurige zandbij)
- Andrena bimaculata (Donkere rimpelrug)
- Andrena bucephala
- Andrena carantonica (Meidoornzandbij)
- Andrena carbonaria
- Andrena chrysopyga (Goudstaartzandbij)
- Andrena chrysosceles (Goudpootzandbij)
- Andrena cineraria (Asbij)
- Andrena cingulata
- Andrena clarkella (Zwart-rosse zandbij)
- Andrena coitana (Boszandbij)
- Andrena combinata (Rimpelsnuit)
- Andrena congruens
- Andrena curvungula (Gewone klokjeszandbij)
- Andrena denticulata (Kruiskruidzandbij)
- Andrena distinguenda (Kruisbloemzandbij)
- Andrena dorsata (Wimperflankzandbij)
- Andrena falsifica (Zadeldwergzandbij)
- Andrena ferox (Eikenzandbij)
- Andrena flavipes (Grasbij)
- Andrena florea (Heggenrankbij)
- Andrena fucata (Gewone rozenzandbij)
- Andrena fulva (Vosje)
- Andrena fulvago (Texelse zandbij)
- Andrena fulvida (Sporkehoutzandbij)
- Andrena fuscipes (Heidezandbij)
- Andrena gelriae (Gelderse zandbij)
- Andrena gravida (Weidebij)
- Andrena haemorrhoa (Roodgatje)
- Andrena hattorfiana (Knautiabij)
- Andrena helvola (Valse rozenzandbij)
- Andrena humilis (Paardenbloembij)
- Andrena intermedia (Noordelijke klaverzandbij)
- Andrena labialis (Donkere klaverzandbij)
- Andrena labiata (Ereprijszandbij)
- Andrena lapponica (Bosbesbij)
- Andrena lathyri (Wikkebij)
- Andrena marginata (Oranje zandbij)
- Andrena minutula (Gewone dwergzandbij)
- Andrena minutuloides (Glimmende dwergzandbij)
- Andrena mitis (Lichte wilgenzandbij)
- Andrena nanula
- Andrena nigriceps (Donkere zomerzandbij)
- Andrena nigroaenea (Zwartbronzen zandbij)
- Andrena nitida (Viltvlekzandbij)
- Andrena nitidiuscula (Schermbloemzandbij)
- Andrena niveata (Gebandeerde dwergzandbij)
- Andrena nycthemera
- Andrena obsoleta
- Andrena ovatula (Bremzandbij)
- Andrena pandellei (Donkere klokjeszandbij)
- Andrena pilipes (Koolzwarte zandbij)
- Andrena polita (Grote glimmende zandbij)
- Andrena praecox (Vroege zandbij)
- Andrena proxima (Fluitenkruidbij)
- Andrena pusilla (Breedbanddwergzandbij)
- Andrena rosae (Roodrandzandbij)
- Andrena ruficrus (Roodscheen-zandbij)
- Andrena schencki (Rode zandbij)
- Andrena semilaevis (Halfgladde dwergzandbij)
- Andrena similis (Roodstaartklaverzandbij)
- Andrena simillima (Lichte zomerzandbij)
- Andrena strohmella (Gekielde dwergzandbij)
- Andrena subopaca (Witkopdwergzandbij)
- Andrena synadelpha (Breedrandzandbij)
- Andrena tarsata (Tormentilzandbij)
- Andrena thoracica (Zwartflankzandbij)
- Andrena tibialis (Grijze rimpelrug)
- Andrena tscheki
- Andrena vaga (Grijze zandbij)
- Andrena varians (Variabele zandbij)
- Andrena ventralis (Roodbuikje)
- Andrena viridescens (Groene zandbij)
- Andrena wilkella (Geelstaartklaverzandbij)
- Anthidium byssinum (Grote harsbij)
- Anthidium lituratum
- Anthidium manicatum (Grote wolbij)
- Anthidium oblongatum (Tweelobbige wolbij)
- Anthidium punctatum (Kleine wolbij)
- Anthidium strigatum (Kleine harsbij)
- Anthophora acervorum
- Anthophora aestivalis (Mooie sachembij)
- Anthophora bimaculata (Kleine sachembij)
- Anthophora borealis (Noordelijke sachembij)
- Anthophora furcata (Andoornbij)
- Anthophora plagiata (Schoorsteensachembij)
- Anthophora plumipes (Gewone sachembij)
- Anthophora quadrimaculata (Kattenkruidbij)
- Anthophora retusa (Zwarte sachembij)
- Apis mellifera (Honingbij)
- Biastes truncatus (Gewone pantserbij)
- Bombus barbutellus (Lichte koekoekshommel)
- Bombus bohemicus (Tweekleurige koekoekshommel)
- Bombus campestris (Gewone koekoekshommel)
- Bombus confusus (Boloog)
- Bombus cryptarum (Wilgenhommel)
- Bombus cullumanus (Waddenhommel)
- Bombus distinguendus (Gele hommel)
- Bombus equestris
- Bombus hortorum (Tuinhommel)
- Bombus humilis (Heidehommel)
- Bombus hypnorum (Boomhommel)
- Bombus jonellus (Veenhommel)
- Bombus lapidarius (Steenhommel)
- Bombus lapponicus
- Bombus lucorum (Veldhommel)
- Bombus magnus (Grote veldhommel)
- Bombus muscorum (Moshommel)
- Bombus norvegicus (Boomkoekoekshommel)
- Bombus pascuorum (Akkerhommel)
- Bombus pomorum (Limburgse hommel)
- Bombus pratorum (Weidehommel)
- Bombus ruderarius (Grashommel)
- Bombus ruderatus (Grote tuinhommel)
- Bombus rupestris (Rode koekoekshommel)
- Bombus soroeensis (Late hommel)
- Bombus subterraneus (Donkere tuinhommel)
- Bombus sylvarum (Boshommel)
- Bombus sylvestris (Vierkleurige koekoekshommel)
- Bombus terrestris (Aardhommel)
- Bombus vestalis (Grote koekoekshommel)
- Bombus veteranus (Zandhommel)
- Ceratina cyanea (Blauwe ertsbij)
- Chelostoma campanularum (Kleine klokjesbij)
- Chelostoma distinctum (Zuidelijke klokjesbij)
- Chelostoma florisomne (Ranonkelbij)
- Chelostoma rapunculi (Grote klokjesbij)
- Coelioxys afra
- Coelioxys alata (Kielstaartkegelbij)
- Coelioxys aurolimbata (Gouden kegelbij)
- Coelioxys conoidea (Grote kegelbij)
- Coelioxys elongata (Slanke kegelbij)
- Coelioxys inermis (Gewone kegelbij)
- Coelioxys mandibularis (Duinkegelbij)
- Coelioxys quadridentata (Heidekegelbij)
- Coelioxys rufescens (Rosse kegelbij)
- Colletes cunicularius (Grote zijdebij)
- Colletes daviesanus (Wormkruidbij)
- Colletes fodiens (Duinzijdebij)
- Colletes halophilus (Schorzijdebij)
- Colletes hederae (Klimopbij)
- Colletes impunctatus (IJszijdebij)
- Colletes marginatus (Donkere zijdebij)
- Colletes similis (Zuidelijke zijdebij)
- Colletes succinctus (Heizijdebij)
- Crocisa scutellaris
- Dasypoda hirtipes (Pluimvoetbij)
- Dufourea dentiventris (Gewone klokjesglansbij)
- Dufourea halictula (Zandblauwtjesglansbij)
- Dufourea inermis (Klokjesglansbij)
- Dufourea minuta (Composietglansbij)
- Epeoloides coecutiens (Bonte viltbij)
- Epeolus alpinus (Waddenviltbij)
- Epeolus cruciger (Heideviltbij)
- Epeolus tarsalis (Schorviltbij)
- Epeolus variegatus (Gewone viltbij)
- Eucera longicornis (Gewone langhoornbij)
- Eucera nigrescens  (Zuidelijke langhoornbij)

Bijen (Rode Lijst) · Mieren · Plooivleugelwespen · Spinnendoders